# الناصرة (قرية)
قرية الناصرة الموجودة بمدينة الناصرة هي بناء دقيق وبالحجم الطبيعي للناصرة في القرن الأول بما يشمل ذلك من بيوت، مغر للتخزين ومجمع. كل ذلك يقع على آخر الحقول الزراعيّة التي قام بفلاحتها مزارعو الناصرة في زمن المسيح. 
إصلاح المزرعة واعادة بناء القرية نفذا بطرق ووسائل كانت متبعة في القرن الأول.الرباعات المحيطة التي تعود للعصر الروماني ستزهر وتنتج المحاصيل التقليديّة لأرض الجليل: الزيتون، العنب، التين الحنطة والشعير.

## البرنامج للسائح
زائرو قرية الناصرة سيتجولون في الموقع كأنهم سكان من تلك الأيام. فمثلا سيتسلقون المنحدر الصخري دون الاستعانة بالوسائل العصرية. أنهم سيحظون بتجربة فريدة فيها يختبرون أسلوب الحياة المتبع في أيام المسيح سيشاهد الزوار كيف جمعوا محاصيل الزيتون، كيف اعتنوا بكروم العنب وكيف يجتمع السكان جميعهم حتى يقدموا المساعدة في جمع المحاصيل. 
سيقوم أشخاص بلباس قروي من القرن الأول بتقديم عرض تربوي تاريخي عن الحياة المتبعة في قرية الناصرة في ذلك الزمان، بينما يقوم مرشد خاص بقيادة مجموعة الزوار في القرية والمزرعة المحيطة بها والإشارة لأمثال أعمال المسيح، أشهر مواطن نصراوي منذ القرن الأول، تلك الأمثال التي كان القرويون آنذاك شهودا لها.

## الميزة التاريخيّة للمكان
لموقع «قرية الناصرة» ميزة خاصة لعدة أسباب فهي تشمل مدرجات زراعية من الفترة الرومانية وحتى من فترة سابقة لذلك. يقع المشروع على قطعة الأرض الزراعيّة الأخيرة وغير المبنية المتوفرة اليوم والتي استغلها المزارعون من الناصرة في زمن المسيح. من الاكتشافات التي وجدت بعد الحفريات التي أجراها عالم الآثار روس فوس ومدير الأبحاث ستيفان فان، يستدل وجود معصرة عنب صخرية، «رباعات»، من القرن الأول، محجر ذو أهمية خاصة نظرا للحقيقة أن المسيح كان نجارا – بناء، 3 أبراج حراسة ومراقبة وجهاز ري نادر الوجود من القرن الأول حفر في الصخر.

## الدعم للمشروع
«قرية الناصرة» هي تجسيد لفكرة الدكتور نخلة بشارة وهو المدير الطبي لمستشفى الناصرة. أراد الدكتور نخلة من خلال حلمه ورؤيته التي تجسدت في هذا المشروع إتاحة الفرصة أمام ملايين الحجاج الذين يمرون في الناصرة مر الكرام أن يجدوا فيها اختبارا روحيا ذات معنى. لأجل ذلك انضم الدكتور نخلة لمجموعة من الأصدقاء من البلاد، والولايات المتحدة والمملكة المتحدة والذين ينوون إقامة وتفعيل القرية كجمعية ليست لأغراض الربح. وقد قام قادة وباحثون من كنائس في الشرق الأوسط ودول العالم بإسداء المشورة والإرشاد طيلة المسيرة. جمعية ادنبرة الطبية التي تقوم بتفعيل أقدم مستشفى في الجليل (منذ 1861) هي شريك في المشروع كصاحبة الأرض التي أقيمت عليها القرية. 
ساهم الكثيرون من سكان الناصرة والقرى المجاورة في الجليل وما زالوا يساهمون في المشروع عن طريق البناء، الزراعة، التبرع بأشجار قديمة وإسداء المشورة من تجربتهم. 
يرى أهل الناصرة في هذا المشروع مساهمة هامة للوجه الحضاري لبلدهم وصورتها أمام الضيوف الذين يأتون لزيارتها وأيضا مساهمة حقيقيّة لتربية أبناء الشبيبة المحليين للتعرف على ميزة وطنهم ومصدر الإعجاب المتمثل بالمسيح والذي يجذب الكثيرين ليأتوا إليها من جميع أنحاء العالم. وكل ذلك على أمل أن تقدير الجيل الشاب في الناصرة لمدى الإعجاب بتاريخها ومكانتها التاريخية، سيساهم في زيادة شعور الانتماء والتمسك بها من قبل أبنائها. 
كون قرية الناصرة مبادرة مسيحيّة لا طائفيّة وفي مجلس إدارتها يشترك أبناء طوائف مسيحيّة عديدة من بلاد مختلفة، يمكنها أن تكون مثالا لوحدة الكنيسة المسيحيّة.